# إتس يو
إتس يو هي أغنية للمغني وكاتب الأغاني العراقي الكندي علي غاتي، تم إصدارها كأغنية منفردة من خلال شركة ليسن ووارنر ريكوردز في 14 يونيو 2019. ظهرت لأول مرة في المرتبة 97 على بيلبورد هوت 100 وبلغت ذروتها في المرتبة 70، وأصبحت بذلك أول أغنية لعلي تدخل الهوت 100.

## الخلفية
وفقًا لما قاله علي، لقد تمت كتابة أغنية «إتس يو» في 15 دقيقة. الأغنية تتحدث عن مشاعره تجاه فتاة. وفي حديثه عن مفهوم الأغنية، قال إنه «كان يشعر بالكلمات في تلك اللحظة ويتحدث من قلبه».
في الليلة التي كتب فيها الأغنية، قام بتشغيلها في بث مباشر على حسابه في إنستغرام وكانت ردة فعل الناس إيجابية عليها، وقاموا بتسجيلها وتحميل التسجيل على يوتيوب. إكتسبت الأغنية شعبية كبيرة وإزدادت شعبيتها بالأكثر عندما تم إصدارها رسمياً.
قال علي إن الأغنية تدور حول «الضعف ومحاولة عدم ترك الخوف من الحزن يتغلب على فرحة الحب». ووصفته بيلبورد بأنه «يتوسل بشكل حزين للحصول على فرصة ثانية في الحب على الرغم من ماضيه السيء».

## الفيديو كليب
تم إصدار الفيديو كليب للأغنية في 18 يوليو 2019  قال علي إن الفيديو يعرض الحب بجميع أشكاله ويمثل «كل شخص أو موقف» وبذلك تصبح أغنية موجهة للجميع.  ووصف الفيديو بأنه «متنوع للغاية» ويظهر «الحب بطرق مختلفة».

### الاستقبال
وصفت مجلة بيلبورد الفيديو بأنه "حميمي" ولاحظت كيف يتم عرض مزيج من الثقافات طوال الوقت مثل مشهد علي عندما يركب في المقعد الخلفي للسيارة، لكن الأزواج الذين يظهرون في المكان ينتمون إلى مجموعة من الأعراق المختلفة ومن مختلف الأعمار".

## المخططات

### المخططات الأسبوعية
| مخطط (2019)                                  | المركز |
| -------------------------------------------- | ------ |
| أستراليا (أريا تشارتس)                       | 15     |
| بلجيكا (أولتراتوب فلاندرز)                   | 1      |
| بلجيكا (أولتراتوب والونيا)                   | 22     |
| كندا (كاناديان هوت 100)                      | 25     |
| التشيك (توب 100 لأفضل أغنية رقمية)           | 42     |
| الدنمارك (تراكليسن)                          | 32     |
| فرنسا (أس إن إي بي)                          | 164    |
| ألمانيا (مخططات ألمانيا الرسمية)             | 72     |
| أيرلندا (آي أر إم أي)                        | 24     |
| لاتفيا (إل أي آي بي أي)                      | 17     |
| لبنان (لائحة أفضل 20 أغنية في لبنان)         | 9      |
| ليتوانيا (أجاتا)                             | 25     |
| ماليزيا (أر آي إم)                           | 1      |
| هولندا (توب 100 للأغاني المنفردة)            | 46     |
| نيوزيلندا (ريكورديد ميوزك إن زيت)            | 10     |
| النرويج (في جي ليستا)                        | 17     |
| البرتغال (أي إف بي)                          | 21     |
| سنغافورة (أر آي أي إس)                       | 7      |
| سلوفاكيا (توب 100 للأغاني المنفردة الرقمية)  | 52     |
| السويد (سويرجتوبليستان)                      | 27     |
| سويسرا (هيت باراد سويسرا)                    | 21     |
| تصنيف المملكة المتحدة (أو سي سي)             | 45     |
| أمريكا بيلبورد هوت 100                       | 70     |
| أمريكا هوت آر أند بي/هيب هوب سونغز (بيلبورد) | 25     |
| أمريكا رولينغ ستون توب 100                   | 29     |

### مخططات نهاية السنة
| مخطط (2019)                       | المركز |
| --------------------------------- | ------ |
| أستراليا (أريا تشارتس)            | 56     |
| كندا (كاناديان هوت 100)           | 65     |
| لاتفيا (إل أي آي بي أي)           | 60     |
| ماليزيا (أر آي إم)                | 5      |
| نيوزيلندا (ريكورديد ميوزك إن زيت) | 43     |
| برتغال (أي إم بي)                 | 71     |
| سويسرا (هيت باراد سويسرا)         | 55     |
| أمريكا (بيلبورد)                  | 80     |

## الشهادات
| المنطقة                        | الشهادة      | المبيعات   |
| ------------------------------ | ------------ | ---------- |
| أستراليا (أي آر آي أي)         | 2× بلاتينيوم | 140,000⇞   |
| البرازيل (برو ميوزكا برازيل)   | الماس        | 160,000⇞   |
| كندا (ميوزك كندا)              | 2× بلاتينيوم | 160,000⇞   |
| نيوزيلندا (آر إم إن زيت)       | بلاتينيوم    | 30,000*    |
| البرتغال (أي إف بي)            | بلاتينيوم    | 10,000^    |
| سويسرا (آي إف بي آي)           | بلاتينيوم    | 20,000^    |
| الولايات المتحدة (أر آي أي أي) | بلاتينيوم    | 1,000,000⇞ |

## تاريخ الإصدار
| المنطقة               | تاريخ         | الصيغة             | الشركة | مراجع. |
| --------------------- | ------------- | ------------------ | ------ | ------ |
| في مختلف أنحاء العالم | 14 يونيو 2019 | تحميل رقمي ستريمنغ | وارنر  | [ 45 ] |
| الولايات المتحدة      | 6 أغسطس 2019  | توب 40 راديو       | وارنر  | [ 46 ] |